# 穆罕默德·卡蒂尔
穆罕默德·卡蒂尔（Mohamed Katir，1998年2月17日—），西班牙男子田径运动员，2022年世界田径锦标赛男子1500米铜牌得主、2022年欧洲田径锦标赛男子5000米银牌得主、2023年欧洲运动会男子1500米金牌得主。